# Daniel Ruggles
Daniel Ruggles (31 de enero de 1810 - 1 de junio de 1897) fue un general de brigada del Ejército Confederado durante la guerra civil estadounidense. Dirigió una división durante la Batalla de Shiloh.

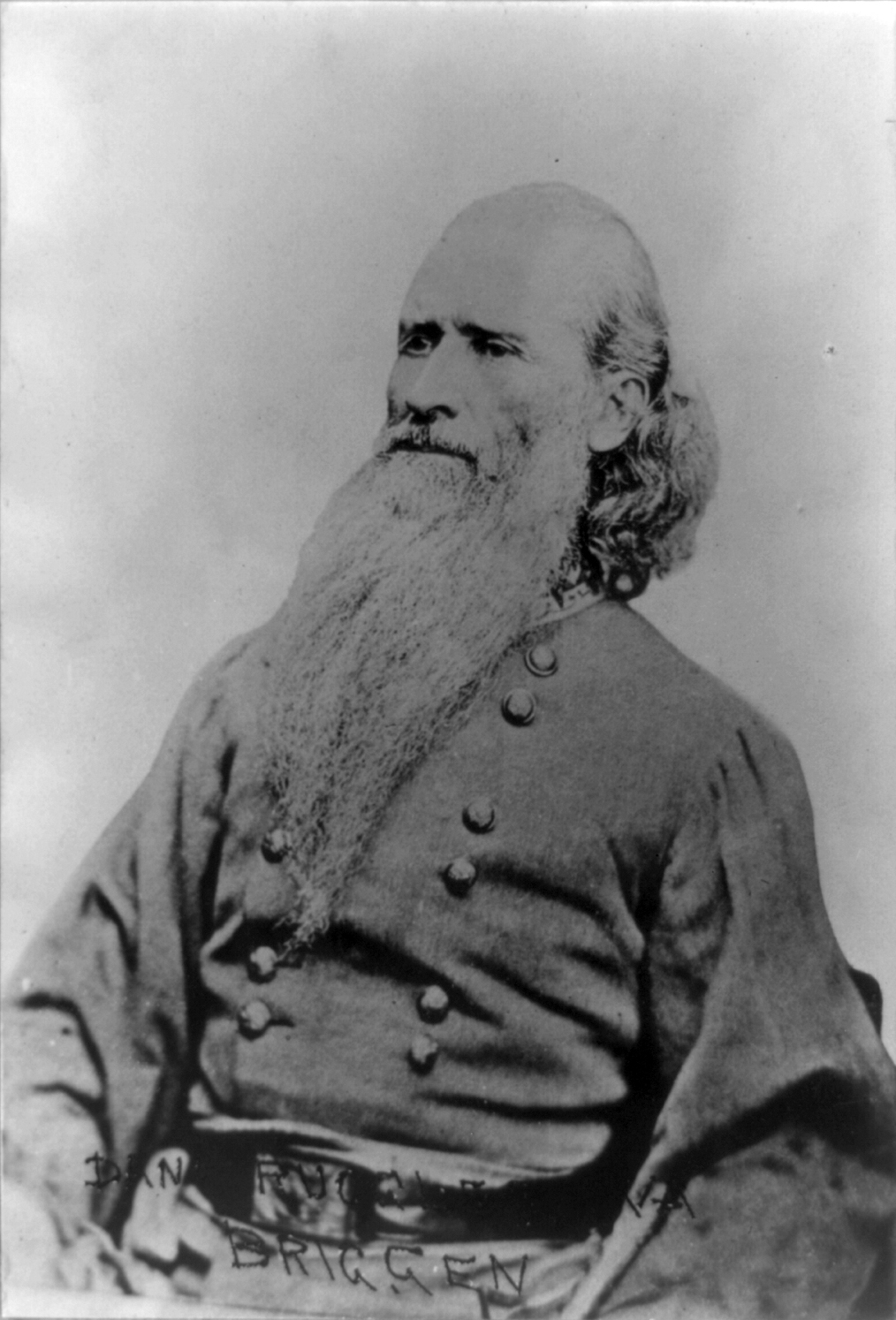
Daniel Ruggles

Ruggles nació en Barre, Massachusetts en 1810. En 1833 se graduó en la Academia Militar de los Estados Unidos en West Point, y sirvió en el Ejército de Estados Unidos durante la segunda guerra semínola y la Intervención estadounidense en México, estando luego en diversos puestos.
Con el inicio de la Guerra Civil, Ruggles renunció a su puesto en el ejército el 7 de mayo de 1861, y se alistó en el Ejército Confederado poco después.
El agosto de 1861, fue ascendido a general de brigada, y asignado al mando de la primera división del segundo cuerpo del Ejército de Misisipi. Durante el resto de la guerra, realizó principalmente labores administrativas, dirigiendo el sistema de prisiones en 1865. Supervisó el intercambio final de prisioneros de guerra de la Unión al final del conflicto.
Tras la guerra, Ruggles fue agente de la propiedad inmobiliaria y granjero en Virginia. Sirvió como miembro del West Point Board of Visitors. Murió en Fredericksburg en 1897.